# Phillip Barker
Phillip Barker (* 27. Oktober 1981 in Upminster) ist ein ehemaliger englischer Squashspieler.

## Karriere
Phillip Barker begann seine Karriere 1995 und gewann vier Titel auf der PSA World Tour. Seine höchste Platzierung in der Weltrangliste erreichte er mit Rang 39 im November 2005. Bei Weltmeisterschaften trat er dreimal in der Qualifikation an, erreichte aber nie das Hauptfeld.
Sein Bruder Peter Barker war ebenfalls als Squashspieler aktiv. Von 2008 bis 2016 arbeitete er als Squashtrainer in Greenwich in den Vereinigten Staaten.

## Erfolge
- Gewonnene PSA-Titel: 4